# HNoMS Fridtjof Nansen (1930)
«Фрітьйоф Нансен» (норв. Fridtjof Nansen) — спеціальний військовий корабель норвезького Королівського флоту, перший корабель у норвезьких збройних силах, який був побудований спеціально для виконання функцій берегової охорони та захисту рибальства в Арктиці. Брав участь у Другій світовій війні у складі Королівського флоту Норвегії, поки не сів на мілину у Ян-Маєні в листопаді 1940 року.
«Фрітьйоф Нансен» був закладений на верфі компанії Marinens Hovedverft у Гортені. 5 листопада 1930 року він був спущений на воду, а 29 травня 1931 року увійшов до складу Королівських ВМС Норвегії.

## Історія служби
21 грудня 1933 року «Фрітьйоф Нансен» вийшов із порту Гаммерфест на шляху до районів патрулювання у Східному Фінмарку. Під час проходження через Вестерваген у муніципалітеті Мосей, він сів на мілину і затонув наступної ночі. Його підняли наступного року і відбуксували до Гортена на ремонт.
З початком війни в Норвегії з початком німецького вторгнення 9 квітня 1940 року «Фрітьйоф Нансен» був направлений до загону Фіннмарк 3-го військово-морського округу, що охоплював Північну Норвегію. Коли почалося німецьке вторгнення, «Фрітьйоф Нансен» діяв з порту Гоннінгсвог у Фінмарку.
Переживши кілька повітряних атак без пошкоджень під час Норвезької кампанії, «Фрітьйоф Нансен» був одним із тринадцяти кораблів Королівського флоту Норвегії, які потрапили до Сполученого Королівства, втікши 10 червня 1940 року на захід на світанку капітуляції материкової Норвегії. 8 червня 1940 року він взяв на борт у Тромсе контрадмірала Генрі Е. Дізена, міністра закордонних справ Галвдана Кохта та генерала Карла Густава Флейшера, а також деяких інших біженців. Серед тих, хто втік на «Фрітьйоф Нансен», було близько 20—25 антинацистських німецьких біженців. Одним із німців, які втікали зі своєю родиною на «Фрітьйофі Нансені», був художник-дадаїст Курт Швіттерс.
Він прибув до Торсгавна на Фарерських островах 13 червня і відплив о 06:00 16 червня до Росайта в Шотландії в супроводі шести інших норвезьких військових кораблів. Норвезькі кораблі супроводжували з Торсгавна британські есмінці «Ветеран», «Кельвін» і два траулери, які приєдналися до конвою пізніше під час подорожі.